# 손기혁
손기혁(孫琪赫, 1878년 4월 22일 ~ 1946년 4월 27일)은 대한제국의 항일 의병장(抗日 義兵將)이다.

## 생애

### 항일 의병장으로 독립 운동
1908년 6월 동료 의병장 김용이(金龍伊) 외 수십 여명과 함께 총검으로 무장을 하여 향리인 경상남도 하동 일대에서 의병을 일으켜 경상남도 하동군 가종면(加宗面) 월횡리(月橫里)의 정태진(鄭泰鎭)으로부터 8원(圓), 경상남도 하동군 동면 동월리(東月里) 이진원(李辰元)으로부터 엽전 20냥, 명주 세필 등을 군자금으로 모집하다가 경술국치 사건 이후 결국 일본 헌병에게 피체되었다. 1915년 소위 강도로 몰려 경상남도 부산지방법원 진주지청에서 징역 12년형을 선고받고 1916년 5월 27일을 기하여 징역 8년형으로 감형되어 복역하였으며 1923년 5월 27일을 기하여 만기출감하였다.
이후 1924년 중화민국 장쑤 성 상하이로 건너가 대한 임정 예하 한국독립당 민족자치행정연대위원을 지냈다. 1945년 중화민국 장쑤 성 상하이에서 조선 광복을 목도하였고 이듬해 1946년 1월, 대민국 귀국하였고 1946년 4월 27일 별세할때까지 한국독립당 민족자치행정연대위원을 지냈다.

## 서훈
- 대한민국 정부에서는 고인의 공훈을 기리고자 1992년 대한민국 건국훈장 독립장을 추서하였다.